# Grays (Washington)
Grays az Amerikai Egyesült Államok északnyugati részén, Washington állam Stevens megyéjében elhelyezkedő önkormányzat nélküli település.
Grays postahivatala 1901 és 1935 között működött. A település nevét William Gray földtulajdonosról kapta.

## Fordítás
Ez a szócikk részben vagy egészben  a   Grays, Washington című angol Wikipédia-szócikk ezen változatának fordításán alapul.  Az eredeti cikk szerkesztőit annak laptörténete sorolja fel. Ez a jelzés csupán a megfogalmazás eredetét és a szerzői jogokat jelzi, nem szolgál a cikkben szereplő információk forrásmegjelöléseként.